# Sektionen för operativ teknik
Sektionen för operativ teknik (SOT) är ett Specialoperationsförband (FM SOF) som är placerad i Stockholm och ingår i Försvarsmaktens specialförbandssystem. Enhetens främsta uppgift är att stödja Särskilda operationsgruppen med kvalificerat tekniskt stöd och kompetens inom data, radioteknik samt IT. Förbandet har också förmågan att verka självständigt.